# Prosper Goubaux
Prosper-Parfait Goubaux, né le 22 prairial an III (10 juin 1795) à Paris où il est mort le 31 juillet 1859, est un traducteur dramaturge et pédagogue français, fondateur du lycée Chaptal.
Éducateur de premier ordre, il a créé l’enseignement moderne en France.

## Biographie
Fils d’une mercière de la rue du Rempart, et placé sous la direction d’un beau-père peu humain, Goubaux n’apprit à lire qu’à douze ans, en épelant les enseignes qu’il rencontrait sur son passage. Entré ensuite au lycée Louis-le-Grand, il y termina ses études et, déjà marié à dix-neuf ans et père à vingt ans, prit part, en 1814, à la défense de Paris. Après avoir été répétiteur de grec et de latin à l’institution Sainte-Barbe, il fonda, en 1820, avec Delauneau père, une maison d’éducation dont les commencements furent des plus pénibles, par suite des tracasseries administratives.
Il prit part aux luttes politiques des dernières années de la Restauration, et fit partie des diverses sociétés de l’époque. Après juillet 1830, il transféra son établissement dans la circonscription du collège Bourbon, et y réunit celui de La Chauvinière. Jacques Laffitte lui avança les premiers fonds nécessaires à l’installation de cette maison, où ont passé nombre d’hommes célèbres ou distingués en tous les genres, et qu’il vendit à la ville de Paris, en 1846, au moment de son plus grand succès. D’abord nommé collège François-Ier, la ville lui donna, en 1848, le nom de Chaptal, sans que ce dernier ait jamais été pour quoi que ce soit dans cet établissement, et y maintint Goubaux pour directeur.
On cite, parmi les maîtres d’étude du « collège Chaptal », qui compta pendant sa première période Alphonse Karr, Belmontet, Michel de Bourges, l’acteur Guyon, Sandras, etc. Delacroix, qu’il connaissait depuis les années scolaires, a peint, entre 1824 et 1834, une série de portraits d’élèves qui avaient remporté des prix à l’école qu’il avait fondée.
Goubaux a débuté dans les lettres par des Esquisses de mœurs françaises (1822, in-8°), et donné ensuite une traduction estimée d’Horace (1827, 2 vol. in-8°). Le théâtre lui doit un certain nombre de pièces romantiques signées « Dinaux », pseudonyme composé de la syllabe finale de son nom et de celui de son premier collaborateur, le banquier Beudin. Ce dernier s’étant, par la suite, tourné vers la politique et la finance, Goubaux conserva seul ce pseudonyme déjà connu à divers titres, mais principalement par deux drames, dont le premier a fourni un de ses plus beaux rôles à Frédérick Lemaître : Trente ans ou la Vie d’un joueur, joué à la Porte-Saint-Martin en 1827, et Richard d’Arlington, en 1832.
Victor Ducange avait retouché et signé Trente ans ; Alexandre Dupièce. Parmi les ouvrages, d’ailleurs fort nombreux, dus à Goubaux ou auxquels il a seulement collaboré, on relève Clarisse Harlowe (1832) ; l’Abbaye de Castro (1840) ; la Dot de Suzette (1842) ; les Mystères de Paris (1844). Il a donné au Théâtre-Français, avec Ernest Legouvé, Louise de Lignerolles (1838), un des derniers beaux rôles de Mademoiselle Mars, et, avec Eugène Sue, Lautréamont (1840), et la Prétendante (1841).
Goubaux a écrit en outre, dans plusieurs journaux, entre autres dans le Courrier français, des feuilletons signés Pierre Auberg. Il était, depuis 1843, chevalier de la Légion d'honneur, lorsqu’il a succombé à un cancer de l’estomac, qui le condamna à littéralement mourir de faim.
Il est le grand-père du physicien Alfred Potier.
La place Prosper-Goubaux a reçu son nom en 1907.

## Œuvres
Théâtre
- Trente ans, ou la Vie d’un joueur, mélodrame en 3 journées, avec Victor Ducange, Paris, Théâtre de la Porte-Saint-Martin, 19 juin 1827.
- Richard Darlington, drame en trois actes et en prose, avec Jacques Félix Beudin et Alexandre Dumas, Paris, Théâtre de la Porte Saint-Martin, 10 décembre 1831.
- Clarisse Harlowe, drame en 5 actes et en prose, avec Gustave Lemoine et Jacques Félix Beudin, Paris, Théâtre-Français, 27 mars 1833.
- Une femme malheureuse, drame en 5 actes, précédé d’un prologue, avec Gustave Lemoine, Paris, Théâtre de la Gaîté, 2 mai 1837.
- Louise de Lignerolles, drame en 5 actes et en prose, avec Ernest Legouvé, Paris, Théâtre-Français, 6 juin 1838.
- La Mantille, opéra-comique en 1 acte, avec Eugène de Planard, Paris, Théâtre de l’Opéra-Comique, 31 décembre 1838.
- L’Abbaye de Castro, drame en 5 actes, avec Gustave Lemoine, Paris, Théâtre de l’Ambigu-Comique, 4 avril 1840.
- Lautréamont, pièce en 5 actes, avec Eugène Sue, Paris, Théâtre-Français, 26 septembre 1840.
- La Prétendante, comédie en 3 actes et en prose, avec Eugène Sue, Paris, Théâtre-Français, 6 août 1841.
- Les Pontons, mélodrame en 5 actes, avec Eugène Sue, Paris, Théâtre de la Gaîté, 23 octobre 1841.
- Nicolas Nickleby, ou les Mendiants de Londres, drame en 5 actes et 6 tableaux, avec Gustave Lemoine, Paris, Théâtre de l’Ambigu-Comique, 29 janvier 1842.
- La Dot de Suzette, drame en 4 actes, mêlé de chant, avec Jacques Félix Beudin, Alexandre Dumas et Gustave Lemoine, Paris, Théâtre de la Gaîté, 19 mars 1842.
- Pierre le Noir, ou les Chauffeurs, drame en cinq actes et six tableaux, avec Eugène Süe, Paris Théâtre de la Gaîté, 3 novembre 1842.
- Les Mystères de Paris, roman en 5 parties et 11 tableaux, avec Eugène Sue, Paris, Théâtre de la Porte Saint-Martin, 13 février 1844.
- Tout pour de l’or, drame en 5 actes, dont 1 prologue, avec Jean-Pierre Lesguillon, Paris, Théâtre de la Gaîté, 17 juin 1844.
- Bruyère, drame en 5 actes et 8 tableaux, avec Paul Foucher, Paris, Théâtre de l’Ambigu-Comique, 22 février 1851.
- Berthe la Flamande, drame en 5 actes, avec Molé-Gentilhomme et Constant Guéroult, Paris, Théâtre de l’Ambigu-Comique, 27 juillet 1852.

Nouvelles.
- Esquisses des mœurs françaises à différentes époques, nouvelles, 1821.

### Source
- « Au collège Chaptal », Le Petit Journal, no 15319,‎ 5 décembre 1904, p. 1 (ISSN 1256-0464, lire en ligne, consulté le 20 février 2018).
- Pierre Larousse, Grand dictionnaire universel du XIXe siècle : français, historique, géographique, mythologique, bibliographique, t. 8 F-G, Paris, Administration du grand Dictionnaire universel, 1872, 1664 p., in-fol. (lire en ligne), p. 1386
- Gustave Vapereau, Dictionnaire universel des littératures, Paris, Hachette, 1876, xvi-2096, 25 cm (lire en ligne), p. 913.